# Vladimirkathedraal (Chersonesos)
De Kathedraal van de Heilige Vladimir (Oekraïens: Володимирський собор, Volodimirsʹkij sobor; Russisch: Владимирский собор в Херсонесе Таврическом, Vladimirskij sobor v Chersonese Tavritsjeskom) in de ruïnestad Chersonesos bij de Oekraïense stad Sebastopol is een Oekraïens-orthodoxe kerk.

## Geschiedenis
De kathedraal werd in 1892 buiten de stad Sebastopol gebouwd op de plek waar volgens de overlevering 900 jaar eerder Vladimir van Kiev zich door de doop bekeerde tot het orthodoxe christendom, een gebeurtenis die een zwaar stempel op de ontwikkeling van Rusland zou drukken.
Het idee om op deze plaats een kerk te bouwen was afkomstig van Alexej Greig, een admiraal van de Zwarte Zeevloot. Op zijn initiatief werden er in 1827 opgravingen verricht in Chersonesos. Bij de opgravingen werden een paar oude kerken en een kruisbasiliek ontdekt op de plaats waar ooit een grote markt was. Volgens enkele historici moest in deze basiliek de doop van Vladimir hebben plaatsgevonden.
Op 23 augustus 1850 vestigde zich bij de plek een religieuze gemeenschap en op 23 augustus 1861 werd de eerste steen van de kerk plechtig gezegend in de aanwezigheid van tsaar Alexander en zijn echtgenote. De kerk werd ontworpen door David Grimm (1823-1898), een professor bij de Keizerlijke Academie van de Schone Kunsten. Het plan was een neo-byzantijns gebouw, een stijl die op dat moment in Rusland en orthodox Europa sterk in zwang raakte. De werken aan de bouw liepen echter vertraging op door financieringsproblemen. Hierdoor kon de wijding van de kathedraal pas op 17 oktober 1891 plaatsvinden. Tot 1894 bleef men echter doorwerken aan de decoratie van de kerk.
Tijdens de Tweede Wereldoorlog werd de Vladimirkathedraal verwoest.
In de jaren 90 werd een begin met de restauratie van de kathedraal gemaakt. Vanaf 2002 werd de beschildering aangebracht door kunstenaars uit Sint-Petersburg. Op 3 april 2004 kon de herbouwde kathedraal opnieuw worden ingewijd.

## Historische afbeeldingen

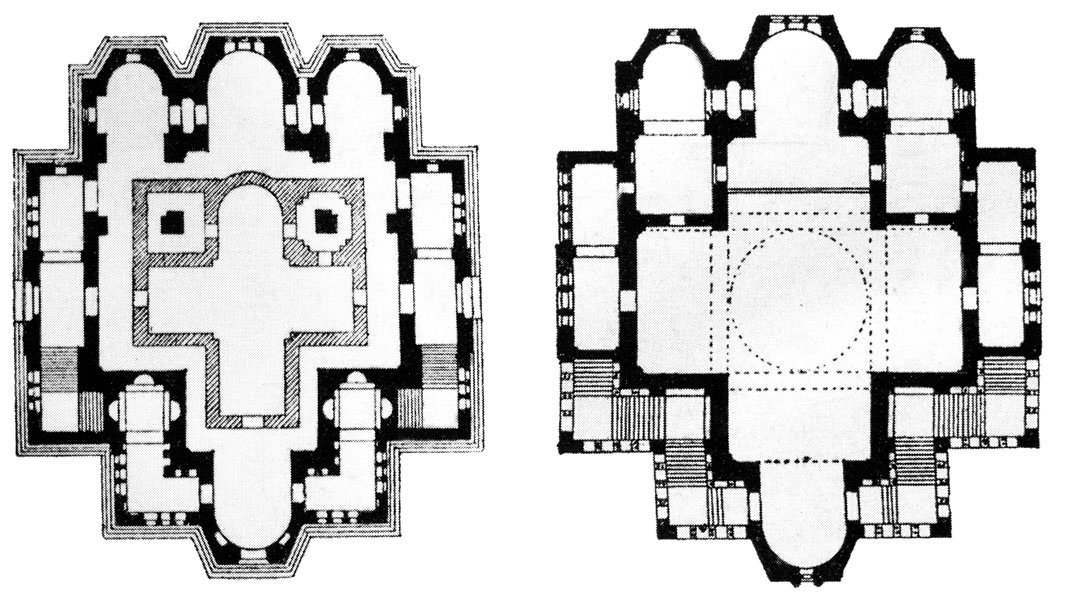
Plattegrond 1859
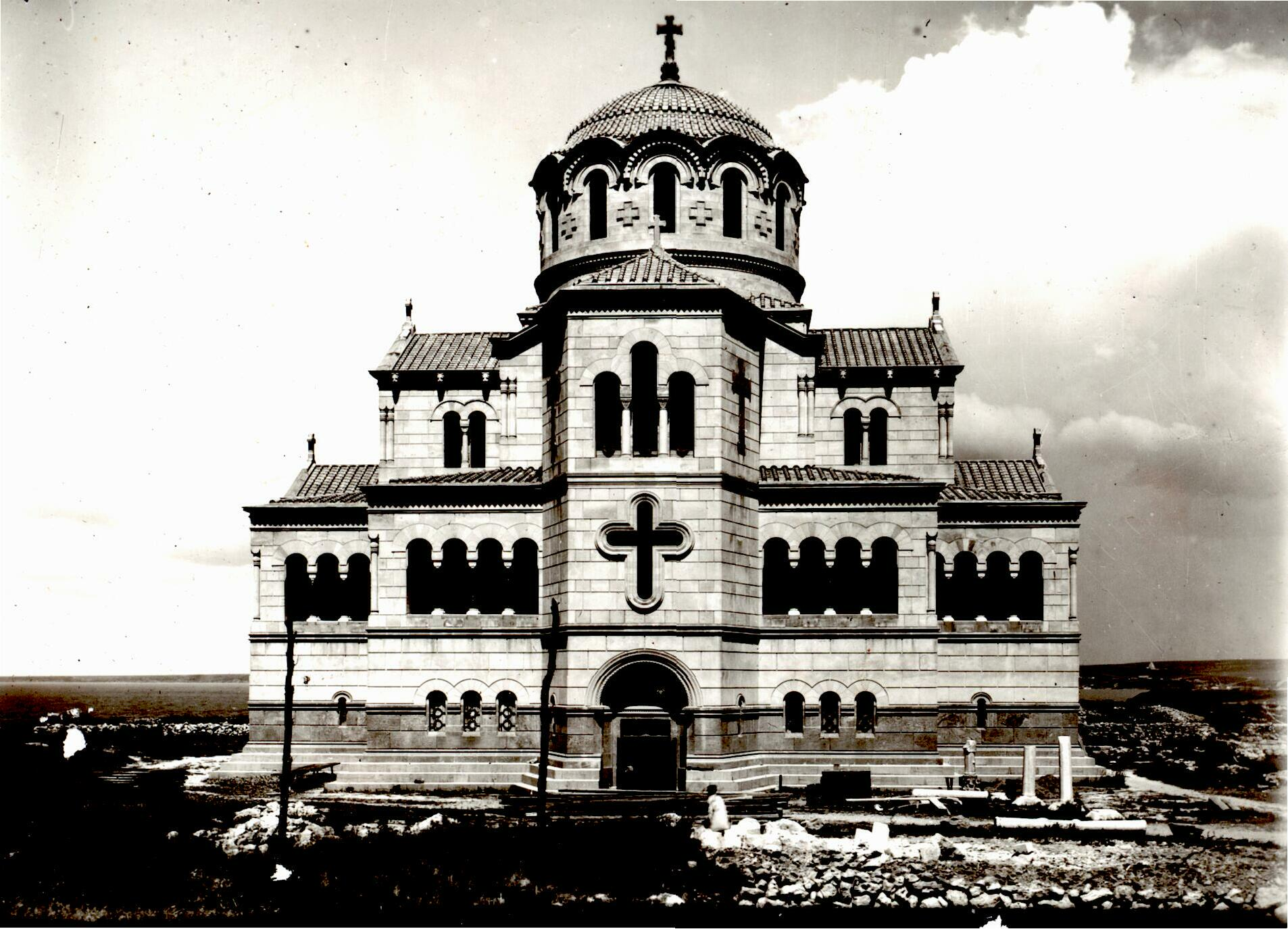
De kathedraal in 1880
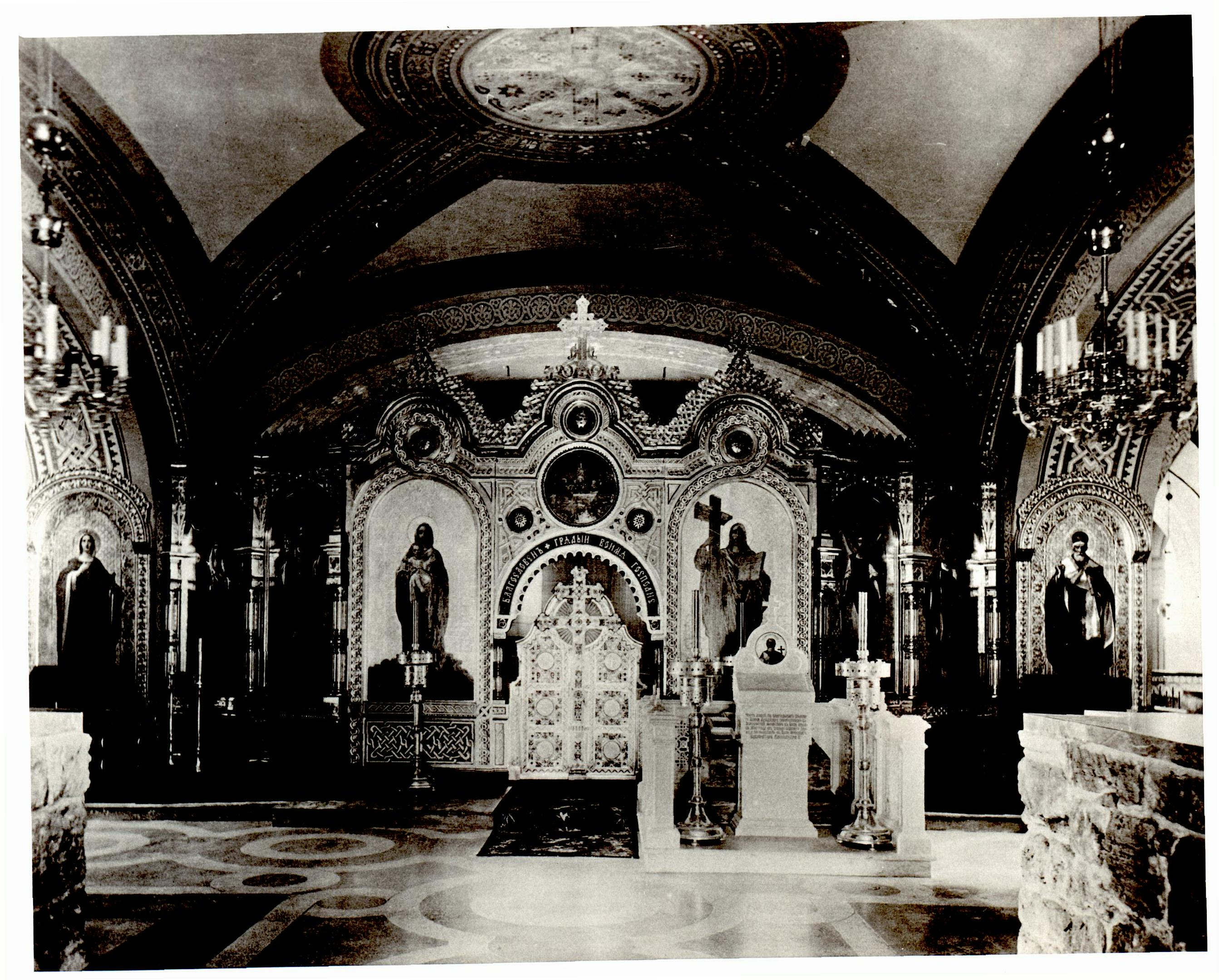
Interieur 1880
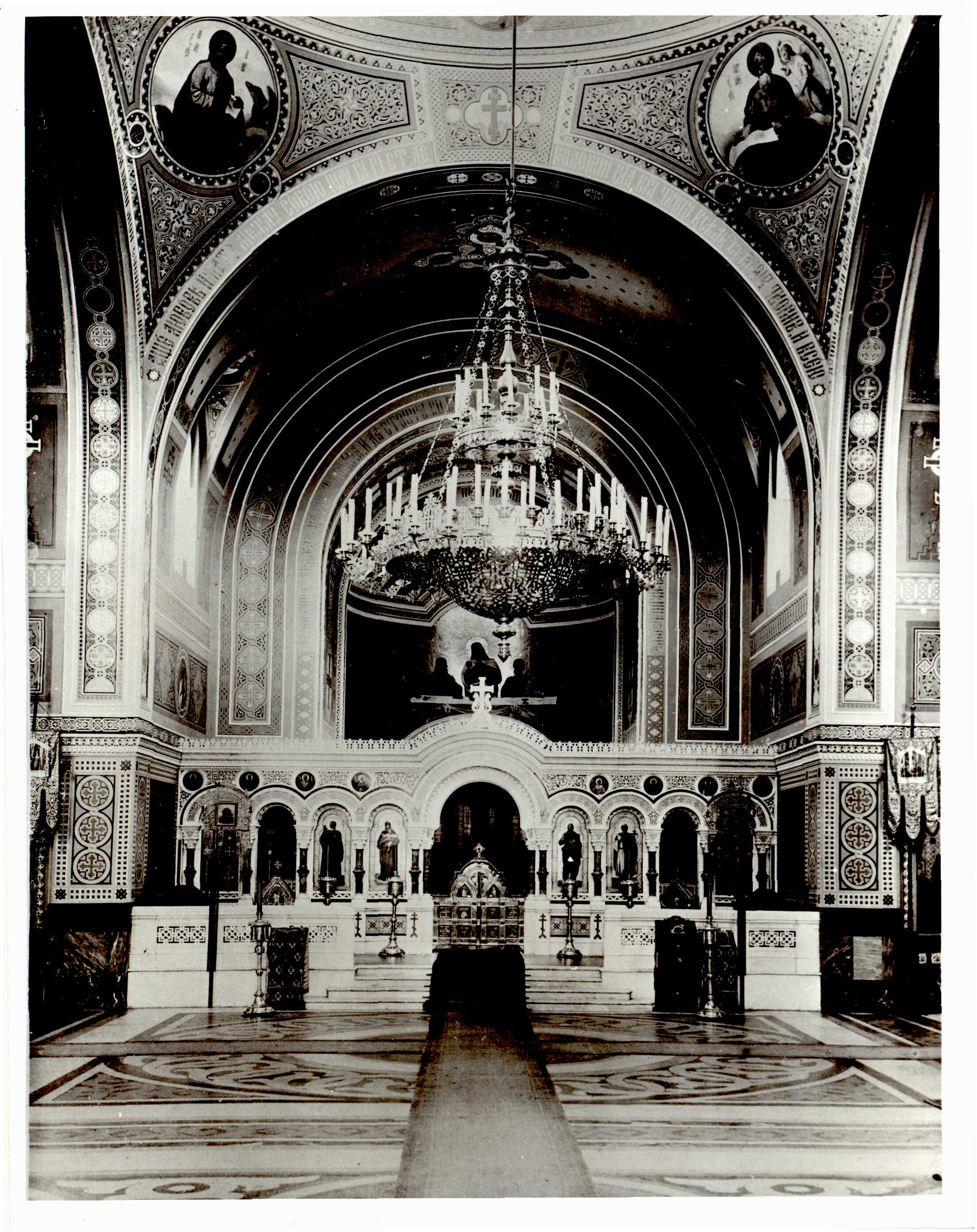
Interieur 1880